# عباد بن يعقوب الرواجني
عباد بْن يَعْقُوب الروَاجِنِي (ت. ٢٥٠ هـ / ٨٥٠ م) هو فاضل إمامي، من أهل الكوفة.
هو أبو سعيد عباد بن يعقوب البخاري الرواجني. قال ابن الأثير: روى عنه الأئمة البخاري وغيره وكان شيعيا. له كتب، منها (أخبار المهدي المنتظر) و (المعرفة) في الصحابة.